# Marko Grujić
Marko Grujić - em sérvio, Марко Грујић (Belgrado, 13 de abril de 1996) - é um futebolista sérvio que joga no meio campo. Atualmente defende as cores do FC Porto.

## Carreira
Foi convocado para defender a Seleção Sérvia de Futebol na Copa do Mundo de 2018.

## Títulos
Estrela Vermelha
- Campeonato Sérvio: 2015–16

Porto
- Campeonato Português: 2021–22
- Taça de Portugal: 2021–22, 2022–23, 2023–24
- Supertaça Cândido de Oliveira: 2020, 2022, 2024
- Taça da Liga: 2022-23

Sérvia
- Copa do Mundo FIFA Sub-20: 2015